# Liste von Persönlichkeiten der Stadt Straubing
Die Liste von Persönlichkeiten der Stadt Straubing umfasst sowohl bekannte gebürtige Straubinger als auch Personen, die nicht in Straubing geboren wurden, aber dort gewirkt haben.

## Die Ehrenbürger der Stadt Straubing

Joseph von Mussinan

Die Ehrenbürgerwürde ist die höchste kommunale Auszeichnung der Stadt Straubing. Ihre Verleihung erfolgt auf Beschluss des Stadtrates an Persönlichkeiten, die maßgeblich an der positiven Entwicklung Straubings mitgewirkt haben und sich in hervorragender Weise Verdienste um die Stadt erworben haben. Bislang wurden 12 Personen zu Ehrenbürgern ernannt.
Hinweis: Die Auflistung erfolgt chronologisch nach Datum der Zuerkennung.
1. Joseph Anton Ritter von Mussinan (* 13. Dezember 1766 in Viechtach; † 24. Mai 1837 in München)
Jurist, Mitglied der Abgeordnetenkammer des Königreiches Bayern und der Bayerischen Akademie der Wissenschaften
Verleihung spätestens im April 1813
wegen stadtgeschichtlicher Forschungen
2. Johann Evangelist Ritter von Reindel
Jurist, Mitglied der Abgeordnetenkammer des Königreiches Bayern
Verleihung am 5. August 1825
wegen seines Einsatzes für den Erhalt des Humanistischen Gymnasiums
3. Johann Baptist Reisinger
Präses der Marianischen Männerkongregation
Verleihung am 15. Juni 1877
wegen seines seelsorgerlichen Wirkens für die Bürgerschaft
4. Eduard Wimmer
Königl. Oberstleutnant
Verleihung am 2. März 1888
wegen stadtgeschichtlicher Forschungen und Begründung des Museums
5. Franz von Leistner
Königl. Hofrat, Bürgermeister
Verleihung am 15. November 1912
wegen kommunalpolitischer Leistungen
6. Franz Ebner  (* 24. Februar 1869; † 14. Mai 1923)
Jurist, Mitbegründer und von 1909 bis 1920 Vorsitzender des Historischen Vereins für Straubing
Verleihung am 3. Mai 1918
wegen stadtgeschichtlicher Forschungen
7. Andreas Tremmel (* 26. Oktober 1891; † 5. Dezember 1949)
Bankdirektor, Bürgermeister
Verleihung am 9. Dezember 1949
wegen kommunalpolitischer Leistungen
8. Josef Keim (* 6. September 1883; † 6. Juli 1973)
Oberstudienrat
Verleihung am 5. September 1958
wegen stadtgeschichtlicher Forschungen und des Engagements für das Museum
9. Marzell Oberneder (* 3. Juni 1891 in Kelheim; † 2. August 1985)
Oberschulrat
Verleihung am 2. Juni 1961
wegen seiner Verdienste in kommunalen Schul- und Kulturangelegenheiten
10. Alfred Dick (* 6. Dezember 1927 in Passau; † 7. März 2005 in Straubing)
Bayerischer Staatsminister, Landtagsabgeordneter und Stadtrat
Verleihung am 17. Dezember 1982
wegen seines Engagements für die wirtschaftlichen, kulturellen und politischen Interessen Straubings
11. Hermann Balle (* 1. März 1937)
Verleger
Verleihung am 12. März 2004
in Anerkennung und dankbarer Würdigung seiner hervorragenden Verdienste um die Stadt Straubing
12. Wolfgang A. Herrmann (* 18. April 1948)
Chemiker, Präsident der Technischen Universität München 1995–2019
Verleihung am 20. Oktober 2017
wegen herausragender Verdienste um die Entwicklung des Wissenschafts- und Hochschulstandorts Straubing sowie die Umwandlung Straubings in einen Universitätsstandort

## Söhne und Töchter der Stadt
- Arthur Achleitner (1858–1927), Schriftsteller
- Hans Adlhoch (1884–1945), Reichstagsabgeordneter
- Ludwig Ahorner (1930–2007), Erdbebengeologe
- Alois Altmann (1881–?), Jurist, Landrat
- Karl Beinhardt (1906–?), Jurist, Landrat und Verwaltungsdirektor
- Karl Bernatz (1831–1898), Architekt
- Norbert Blößner (* 1959), Altphilologe
- Felix Brandl (1896–1963), Landrat in Neuburg an der Donau, Senatspräsident am Bayerischen Verwaltungsgerichtshof
- Edmund Buchner (1923–2011), Althistoriker
- Otto Ritter von Dandl (1868–1942), letzter Vorsitzender im Ministerrat des Königreiches Bayern
- Robert Dietz (* 1949), Eistänzer
- Adalbert Ebner (1861–1898), katholischer Priester und Autor
- Eduard Ebner (1877–1924), Germanist, Literaturhistoriker und Lehrer
- Christoph Egedacher (1641–1706), Orgelbauer
- Albert Engelschalk (etwa 1353–1430), Theologe, Professor an den Universitäten Prag und Wien
- Fritz Erk (1857–1919), Meteorologe
- Elli Erl (* 1979), Sängerin, Gewinnerin von Deutschland sucht den Superstar 2004
- Edith Feistner (* 1959), Germanistin
- Eduard Feneberg (1931–1979), Leichtathlet
- Ernst Fischer (1942–2016), Zeitungsjournalist
- Mathias von Flurl (1756–1823), Begründer der bayerischen Mineralogie und Geologie
- Joseph von Fraunhofer (1787–1826), Optiker und Physiker
- Hans Fröschl (1880–1958), Verwaltungsjurist und Bezirksamtmann
- Klaus von Gaffron (1946–2017), Fotokünstler
- Fritz Geisperger (1931–2024), Politiker (SPD), Mitglied des Bayerischen Landtags, Oberbürgermeister von Straubing (1990–1996)
- Christian Gerhaher (* 1969), Bariton-Sänger
- Franz Gerstbrein (* 1959), Musiker, Arrangeur und Komponist
- Rex Gildo (1936–1999), Schlagersänger
- Dominik Glöbl (* 1984), Musiker und Moderator
- Uwe Gospodarek (* 1973), ehemaliger Fußballtorhüter und heutiger -trainer
- Wilhelm Grau (1910–2000), Historiker und Verleger, antisemitischer Funktionär
- Leonhard Gruber (1740–1810/11), Abbé Gruber, Theologe und Hochschullehrer
- Philipp Grüll (* 1982), Journalist
- Maxi Gstettenbauer (* 1988), Komiker
- Gustl Gstettenbaur (1914–1996), Schauspieler
- Wolfgang Harth (1932–2017), Physiker und Professor
- Gerda Hasselfeldt (* 1950), Vizepräsidentin des Deutschen Bundestages, ehemalige Bundesministerin
- Johann Hauser (1953–2023), Politiker (FDP)
- Oliver Hein (* 1990), Fußballspieler
- Rudolf Heiss (1903–2009), Ingenieur, Pionier der Lebensmitteltechnologie und Hochschullehrer
- Karl Hofmann (1900–1954), katholischer Theologe, Kirchenrechtler und Hochschullehrer
- Rudolf Hofmann (1904–1994), Moraltheologe
- Simon Höller (1601–1675), Apotheker und Bürgermeister von Straubing
- Daniel Huber (* 1985), Eishockeytorwart
- Gerold Huber (* 1969), Pianist
- Christian Gerhaher (* 1969), Bariton
- Bernd Jahnke (* 1972), Poolbillardspieler
- Michael Jurack (* 1979), Judoka und Bronzemedaillen-Gewinner bei den Olympischen Sommerspielen in Athen 2004
- Thomas R. Karmann (1973–2021), Kirchenhistoriker
- Michael Karoli (1948–2001), Gitarrist der Krautrockband Can
- Christian Karpfinger (* 1968), Mathematiker und Hochschullehrer
- Mathias Kellner (* 1984), Musiker
- Ben Kieffer (* 2008), Fußballspieler
- Ewa Klamt (* 1950), CDU-Politikerin
- Rüdiger Kniep (1945–2024), Chemiker
- Walter Koch (* 1955), Bankkaufmann, Historiker und Firmenarchivar
- Robert Kothe (1869–1947), Rechtsanwalt, Komponist, Dichter, Violinist, Schauspieler und Sänger
- Heinrich Leistenschneider (* 1986), Karateka
- Franz Xaver Lerno (1849–1920), Reichstags- und Landtagsabgeordneter
- Jo Lindinger (1907–1995), Ausstattungsleiter, Bühnenbildner, Maler und Grafiker
- Michael Lorenz (1828–1901), römisch-katholischer Geistlicher und Klosteradministrator
- Andreas Lupzig (* 1968), ehemaliger deutscher Eishockey-Nationalspieler und zuletzt Kapitän der Straubing Tigers
- Daniel Lupzig (* 1989), Eishockeyspieler
- Margot Mahler (1945–1997), Schauspielerin
- Oskar Mahler (* 1952), Künstler, Schauspieler und Spieler von Puppentheater
- Simona Mai (* 1977), Schauspielerin
- Roman Märkl (1659–1744), Benediktiner und Abt des Benediktinerklosters Metten in Niederbayern
- Eric Martel (* 2002), Fußballspieler
- Franz Xaver Maßl (1800–1852), römisch-katholischer Geistlicher und Theologe, Stiftsprediger in der Stadt
- Siegfried Mauser (* 1954), Pianist und Musikwissenschaftler
- Ludwig Mayr-Falkenberg (1893–1962), Diplomat und Landrat
- Anton Memminger (1846–1923), Verleger, Autor und Politiker
- Adolf Möller (1897–1983), Ministerialbeamter und Admiralintendant der Kriegsmarine
- Thomas Naogeorg (1508–1563), Dramatiker der Reformationszeit
- Karl Neumaier (1873–1947), bayerischer Staatsminister der Finanzen
- Franz Anton Niedermayr (1777–1849), Lithograph
- Friedrich Niedermayer (1856–1942), Architekt und Ministerialrat
- Fritz Oerter (eigentlich Friedrich Oerter; 1869–1935), Lithograf, Schriftsteller, Buchverleiher und Anarchist
- Sepp Oerter (1870–1928), Ministerpräsident des Freistaates Braunschweig
- Franz Raml (* 1964), Organist, Cembalist, Dirigent
- Claus Richter (* 1948), Journalist
- Jakob Sandtner (16. Jahrhundert), Drechslermeister
- Jennifer Saro (* 1996), Influencerin und Reality-TV-Teilnehmerin
- Richard Schachner (1873–1936), Architekt, Rektor der Technischen Hochschule München
- Reinhard Schaefer (* 1928), Generalarzt a. D. der Bundeswehr
- August Scharnagl (1914–2007), Musikpädagoge und Musikforscher
- Emanuel Schikaneder (1751–1812), Schauspieler, Regisseur, Theaterdirektor und Librettist der Zauberflöte
- Gerhard Schmid (* 1946), Biochemiker und Politiker, Mitglied des Europaparlaments
- Ulrich Schmidl (1510–1580/81), Patrizier, Landsknecht, Entdecker bzw. Kolonialist, Chronist und Ratsherr
- Christian Schmiedbauer („Landrömer“, * 1976), Comiczeichner
- Heribert Schneller (1901–1967), Astronom
- Johann Schreiner (* 1952), Biologe und Akademie-Direktor
- Christoph Schubert (* 1970), Altphilologe
- Georg Ludwig von Schwarzenberg (1586–1646), erzherzoglicher und kaiserlicher Gesandter, Geheimer Rat, kaiserlicher Oberhofmarschall und General
- Fritz Schwinghammer, Pianist und Musikpädagoge
- Bernd Sibler (* 1971), Politiker (CSU)
- Marc Sieber (* 1988), Tennisspieler
- Regina Speiseder (* im 20. Jahrhundert), Schauspielerin
- Maximilian von Spreti (1766–1819), General der bayerischen Armee
- Thomas Stellmach (* 1965), Regisseur und Oscarpreisträger
- Jonas Stettmer (* 2001), Eishockeytorwart
- Franz Josef Stoiber (* 1959), Organist
- Franz Josef Strohmeier (* 1978), Schauspieler und Kabarettist
- Alois von Ströhl (1760–1836), bayerischer Generalleutnant und Stadtkommandant von München
- Norbert Trautmann (* 1939), Chemiker, Betriebsleiter des Forschungsreaktors TRIGA Mainz
- Anton Trieb (1883–1954), Aquarellmaler, Zeichner, Illustrator und Grafiker
- Johanna Uekermann (* 1987), Politikerin (SPD), stellvertretende Vorsitzende der BayernSPD
- Oskar Vierling (1904–1986), Physiker, Erfinder, Unternehmer und Hochschullehrer
- Hubert Vogl (1933–2012), Pädagoge, Grafiker und Maler
- Wolfgang Vogl (* 1966), römisch-katholischer Theologe und Hochschullehrer
- Michael Vogtmann (* 1952), Schauspieler und Regisseur
- Alexander Maria Wagner (* 1995), Komponist und Pianist
- Karl Maria Weber (1908–1964), römisch-katholischer Geistlicher, Ordensmann, Missionar und Märtyrer
- Markus Weinzierl (* 1974), ehemaliger Fußballspieler und heutiger -trainer
- David Weiss (* 1992), Jazzmusiker
- Andreas «Andy» Wenzel (* 1958), Skirennläufer
- Hanni Wenzel (* 1956), Skirennläuferin
- Otto Wittmann (1921–2006), Politiker, Abgeordneter des Deutschen Bundestags
- Peter Zankl (* 1961), ehem. Eishockeyprofi und Deutscher Meister
- Julius von Zech auf Neuhofen (1868–1914), Offizier und Kolonialbeamter, Gouverneur der deutschen Kolonie Togo
- Hans Zeiss (1895–1944), Begründer der frühmittelalterlichen Archäologie
- Oskar von Zoller (1809–1866), bayerischer Generalleutnant

## Mit Straubing verbunden
- Johann Jakob Rabus (um 1545–1584/1587), Theologe und Geistlicher, Stadtpfarrer und Kanonikus in Straubing
- Hannes Ringlstetter (* 1970), Kabarettist, wuchs im Stadtteil Alburg auf
- Thomas Schneider (* 1972), deutscher Fußballspieler und -trainer

## Historische Persönlichkeiten
- Albrecht I. (Bayern) (1336–1404), Herzog von Bayern-Straubing-Holland – Herzogschloss in Straubing erbaut
- Agnes Bernauer (1410–1435), in Straubing ertränkte Baderstochter, Geliebte und möglicherweise erste Ehefrau des bayerischen Herzogs Albrecht III.
- Ulrich Schmidl (1510–1580/1581), Landsknecht in Diensten der Konquistadoren, Patrizier, Entdecker, Chronist und Ratsherr
- Hanns Georg Fux (1661–1706), Bildhauer aus Südtirol mit Hauptwirkungsort in Straubing
- Franz Mozart (Mutzhart) (1681–1732), Bildhauer, Großonkel des Musikers Wolfgang Amadeus Mozart
- Mathias Obermayr (1720–1799), Bildhauer und Stuckateur – bedeutender Künstler des Rokoko
- Franz Troglauer (1754–1801), bekannter Räuberhauptmann des 18. Jahrhunderts, war 1798 in Straubing inhaftiert
- Joseph Ludwig Graf von Armansperg (1787–1853), Appellationsgericht Straubing
- Carl Spitzweg (1808–1885), deutscher Maler des Biedermeiers, lebte und arbeitete 1829 in Straubing

## Literarische Figuren
- Bruder Straubinger